# Анкуртьеш
Анкуртье́ш (фр. Encourtiech, окс. Encortièth) — коммуна во Франции, находится в регионе Окситания. Департамент коммуны — Арьеж. Входит в состав кантона Сен-Жирон. Округ коммуны — Сен-Жирон.
Код INSEE коммуны — 09110.

## Население
Население коммуны на 2008 год составляло 106 человек.
| 1962 | 1968 | 1975 | 1982 | 1990 | 1999 | 2008 |
| ---- | ---- | ---- | ---- | ---- | ---- | ---- |
| 123  | 131  | 102  | 100  | 91   | 84   | 106  |

## Экономика
В 2007 году среди 57 человек в трудоспособном возрасте (15—64 лет) 35 были экономически активными, 22 — неактивными (показатель активности — 61,4 %, в 1999 году было 66,7 %). Из 35 активных работали 30 человек (16 мужчин и 14 женщин), безработных было 5 (4 мужчины и 1 женщина). Среди 22 неактивных 3 человека были учениками или студентами, 18 — пенсионерами, 1 был неактивным по другим причинам.

## Фотогалерея

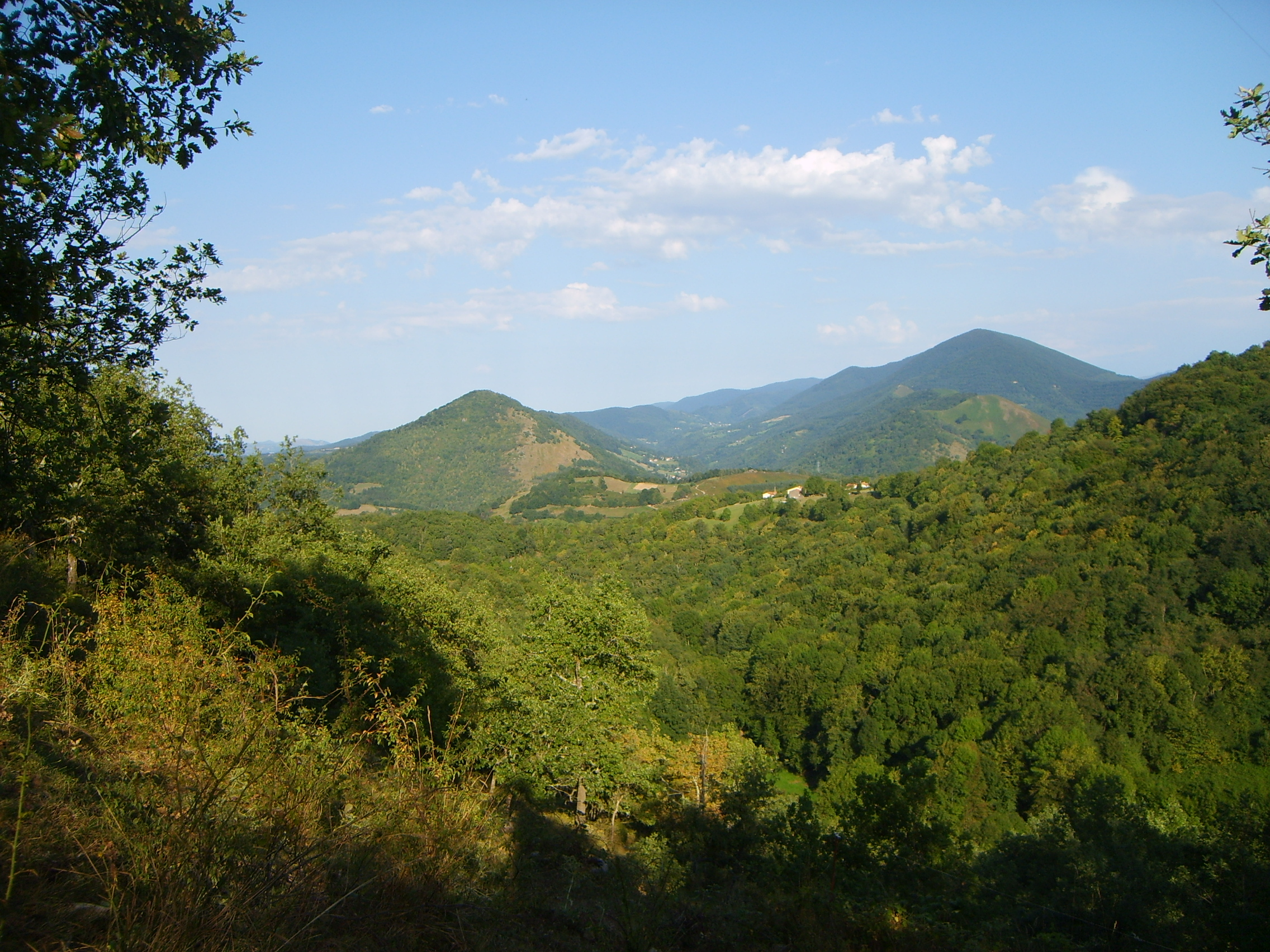
Долина Нер
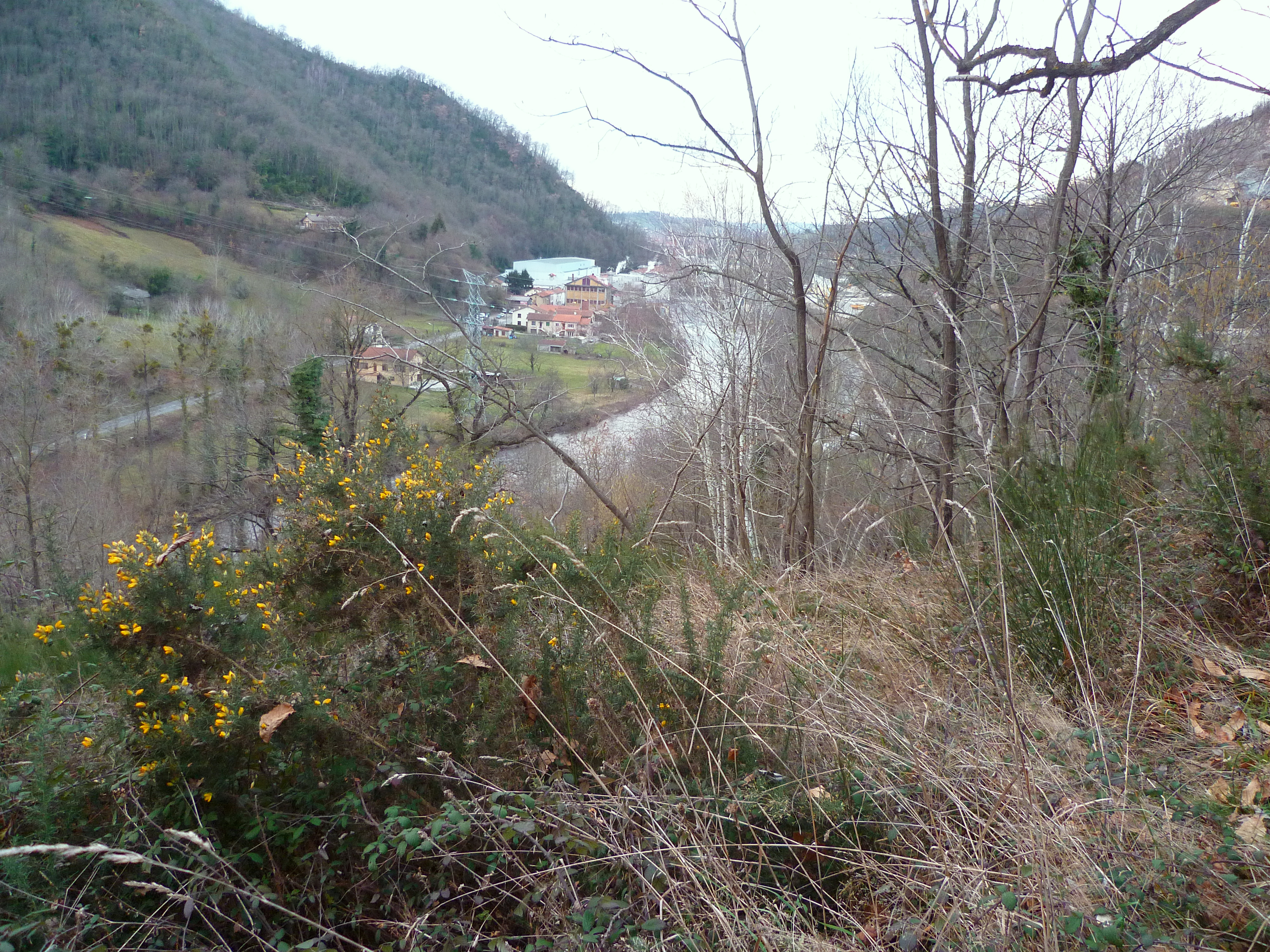
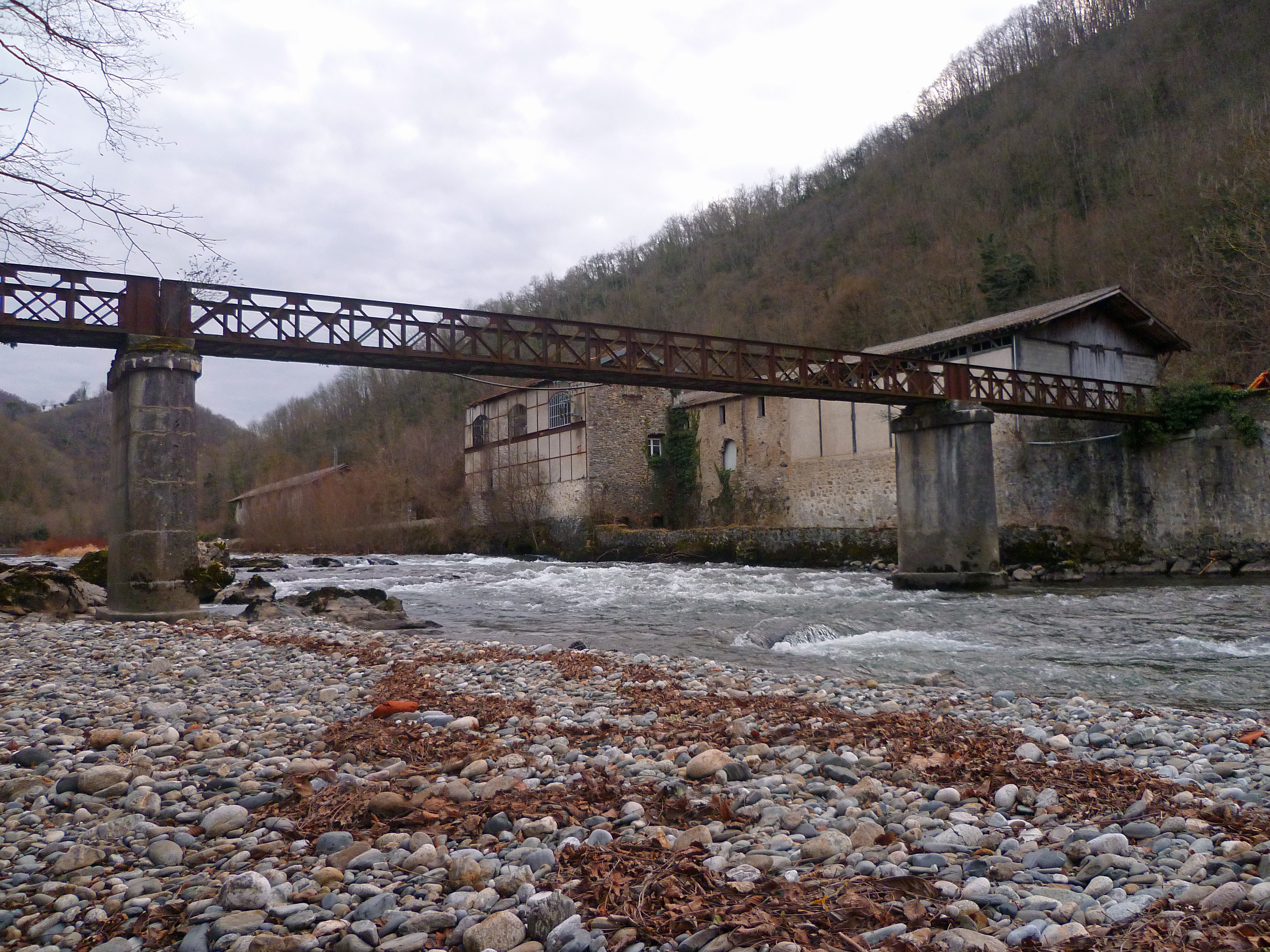